# Holcim Foundation for Sustainable Construction
A Holcim Foundation a Holcim által létrehozott és támogatott alapítvány, mely független annak kereskedelmi érdekeitől. Az alapítvány azokat az innovatív építészeti projekteket támogatja, melyek fenntartható megoldást jelentenek az építészet és az építőipar napjainkban felmerülő kihívásaira.

## Új utakon
A Holcim Foundation for Sustainable Construction 2003-ban alakult azzal a céllal, hogy tudatosítsa az építészeti, a tervezési és a városrendezési feladatok fontosságát a fenntartható jövő megteremtésében, továbbá hogy világszerte a tudományágak határait átszelő, hosszú távú gondolkodásmódra ösztönözzön.
Ezeket szem előtt tartva a Holcim Foundation elsődleges célja, hogy azokat a kezdeményezéseket válassza ki és támogassa, melyek a technikai megoldásokon túlmutatva a fenntartható építészet keretein belül mind az építészeti kiválóság, mind pedig az élet minősségének javítása szempontjából is értéket képviselnek.
A fenntarthatóság érdeke nemzeti, nemzetközi és globális projektekre is kiterjed fejlődő és iparosodott országokban egyaránt. A Holcim Foundation sikeres erőfeszítéseket tett a szerteágazó globális szakértelem egyesítése és az épített környezet fenntarthatóságra gyakorolt alapvető fontosságú szerepének tudatosítása érdekében. Ezt a legjobb gyakorlat és az újító megoldások felismerésén, illetve támogatásán keresztül sikerült elérni. Az építészeti projektek, elképzelések és kutatások arra ösztönzik az építészeket, mérnököket, tervezőket, fejlesztőket és alvállalkozókat egyaránt, hogy a fenntartható módszereket átültessék saját munkáikba is.
A Holcim Foundation számára elismerés, hogy ilyen úttörő projektekben és kezdeményezésekben működhet együtt, valamint hogy megoszthatja a közben megszerzett értékes tudást.

## A fenntartható építészet kritériumai
A Holcim Foundation „három-pilléres” alapelvének megfelelően a hosszú távon fenntartható fejlődés csak a gazdasági növekedés, ökológiai teljesítmény és szociális fejlődés egyensúlyában képzelhető el, mely egyúttal lehetővé teszi, hogy a társadalom környezeti, szociális és életminőségi előnyei túlmutassanak az elérésük érdekében tett erőfeszítéseken. 
Annak érdekében, hogy a fönntartható építészet érthetőbb, megítélhetőbb és alkalmazhatóbb legyen, a Holcim Foundation és a vele együttműködő egyetemek az irányelveket alapul véve öt kritériumot határoztak meg, mely iránymutatásként szolgál a Holcim Awards pályázatok értékelése, továbbá a Holcim Alapítvány egyéb tevékenységei során. 

### Mennyiségi előrelépés és a megoldások átültethetősége
A projekt az innovációt helyezze a fenntartható építészet középpontjába, mutasson minőségi előrelépést a hagyományos módszerekkel szemben. Az áttörést jelentő előremutató elképzelések a projekt méretétől függetlenül átültethetőek legyenek egyéb más alkalmazásokra is.

### Etikus építés és társadalmi felelősségtudat
A projekt feleljen meg a legmagasabb etikai szabványoknak, valamint az építés minden fázisában tartsa szem előtt a társadalmi igazságosságot - a tervezési szakasztól kezdve a kivitelezésen át a közösség összetételére hosszú távon gyakorolt hatásig. A projekt közvetítsen előremutató megoldást az etikai és a társadalmi felelősségvállalás szempontjából.

### Ökológiai minőség és energia-megőrzés
A projekt mutasson példát a természetes erőforrások felhasználására és gazdálkodására annak egész életciklusán keresztül az üzemeltetésben és a karbantartásban egyaránt. A hosszú távú környezettudatos meggyőződés, mind az anyagok, mind pedig az energia felhasználását illetően, az építmény szerves részét képezze.

### Költséghatékonyság és kompatibilitás
A projektnek a pénzügyi források felhasználását illetően kivitelezhetőnek kell bizonyulnia. A finanszírozás során a gazdaságosság elvét szem előtt tartva ügyelni kell arra, hogy a projekt illeszkedjen a kivitelezés során felmerülő igényekhez, illetve megkötésekhez.

### Esztétikai hatás
A projekt a kulturális, illetve fizikai tényezők figyelembevétele mellett nagyfokú építészeti minőséget közvetítsen. Mindezek felett azonban a pályamű maradandó esztétikai hatást gyakoroljon környezetére.

## A Holcim Foundation kezdeményezései
A fenntartható jövőre való ösztönzés érdekében a Holcim Foundation egyszerre több célzott területen indít kezdeményezéseket, melyek közé tartozik a Holcim Awards, a Holcim Forum, vagy éppen az építészeti projektek számára alapfinanszírozást biztosító, valamint a PhD szintű kutatásokhoz pénzügyi támogatást nyújtó Holcim Grants.

## Külső hivatkozások
- Holcim Foundation weboldala
- Holcim Hungária Zrt. weboldala
- Magyar Környezettudatos Építés Egyesületének honlapja
- Magyar Üzleti Tanács a Fenntartható Fejlődésért
- Architect Magazin
- Green Source Magazin
- Forbes Magazin[halott link]
- Magyar Építőművészek Szövetsége
- MIT News